# إيريكا ليرهسين
إيريكا ليرهسين' (بالإنجليزية: Erica Leerhsen)‏ (من مواليد 14 فبراير 1976 في نيويورك، الولايات المتحدة) هي ممثلة أمريكية.

## روابط خارجية
- إيريكا ليرهسين على موقع IMDb (الإنجليزية)
- إيريكا ليرهسين على موقع ألو سيني (الفرنسية)
- إيريكا ليرهسين على موقع أول موفي (الإنجليزية)
- إيريكا ليرهسين على موقع قاعدة بيانات الأفلام السويدية (السويدية)
- إيريكا ليرهسين على موقع قاعدة بيانات الفيلم (الإنجليزية)
- إيريكا ليرهسين على موقع كينوبويسك (الروسية)